# 塩村文夏
塩村 文夏（しおむら あやか、1978年〈昭和53年〉7月6日 - ）は、日本の政治家。立憲民主党所属の参議院議員（2期）。政治家としての議会登録名は塩村あやか。
放送作家、タレント、元グラビアアイドル、元自動車評論家。元東京都議会議員（1期）。オフィス・トゥー・ワンに所属。ペンネームは眞野 夏帆（まの かほ）という名義を使っていた。

## 来歴
広島県福山市出身。父は産業廃棄物処理会社を経営していて随意契約で市の汚土収集運搬を請け負っていた。1991年3月、福山市立光小学校卒業。1994年3月、福山市立鷹取中学校卒業。
高校在学中の1996年、スポーツ用品販売会社アルペンのイメージガールコンテストに応募して準グランプリ、翌年には『第8回ニューカレドニアプリンセス』に応募して審査員特別賞を得た。1997年3月、岡山県岡山市北区にある私立就実高等学校を卒業。1999年3月、共立女子短期大学卒業。
中央大学法学部通信教育課程在学中。

### 芸能活動
1998年、『ミスヤングマガジン』（準グランプリ）となり、『ヤングマガジン』（講談社）をはじめ、『スコラ』（スコラ）、『ヤングジャンプ』（集英社）、『ヤングサンデー』（小学館） などのグラビアに出演した。
2001年頃に一旦芸能活動を退く。イギリスで語学留学をした後、オーストラリアのAustralian School of Hospitality and Hotel Managementでホスピタリティマネジメントを学んだ。
2007年、明石家さんまが司会を務めるテレビ番組『恋のから騒ぎ』（日本テレビ）に第14期生として出演し、MVPを獲得した。『恋のから騒ぎ』への出演終了後、同番組を手掛けていた山田美保子に憧れ、日本テレビ系の番組を担当する放送作家としての活動を始める。

### 政界進出
2012年に開講した維新政治塾の塾生となる。その後慶應義塾大学通信教育課程に進む。その後、中央大学法学部通信教育課程に進む。
2013年、みんなの党に入党。公認候補として2013年6月23日投開票の東京都議会議員選挙へ世田谷区から立候補し、23,621票を得て6位で初当選を果たした。
東京都都議会議員となった後は、都議会会派「みんなの党 Tokyo」副幹事長、厚生委員会副委員長（2013年より）、動物愛護管理審議会委員（2013年 - 2014年）、東京都議会東京多摩国体推進議員連盟を務めた。みんなの党解党後も後継会派「かがやけTokyo」に所属していたが、2015年2月1日に離脱し一人会派「東京みんなの改革」を設立。
2016年4月、民進党の広島県連が橋本博明に代わる衆議院広島3区新支部長として福山市出身の塩村を充てることを検討。2017年2月に正式に広島3区支部長に内定した。国政選挙への立候補が内定したことから、2017年の都議選には立候補しなかった。
第48回衆議院議員総選挙では、希望の党への事実上の合流が決まったため、民進党から公認を得ることができなくなった。2017年10月2日、自身のFacebookで、無所属（連合推薦）で選挙に挑むことを表明。希望の党への公認申請については元々出していないとする報道と、希望の党からの立候補を目指していたとする報道の両方がある。6日には日本共産党が独自候補擁立を取りやめて、塩村を支援することになった。投開票の結果、自由民主党の河井克行に敗れ落選。2018年5月7日に民進党が希望の党の一部と合流し国民民主党が結成されるとこれに参加し、同党の広島3区支部長に就任した。
2019年1月25日、国民民主党に離党届を提出し、同年夏の第25回参議院議員通常選挙に東京都選挙区から立憲民主党公認で立候補することを表明した。これを受けて国民民主党は同年2月6日の同党総務会で、党規約や倫理規則に違反するとして離党届は受理せず、塩村を除籍処分相当とし、3月6日の拡大総務会で正式に除籍を決定した。

### 立憲民主党時代
2019年7月の第25回参議院議員通常選挙において、立憲民主党公認候補として東京都選挙区から立候補し、688,234票を得て初当選した。参議院議員当選後は、参議院の予算委員会、内閣委員会、立憲民主党の青年局に所属。
2020年9月15日、旧立憲民主党と旧国民民主党は、2つの無所属グループを加えた形で新「立憲民主党」を結成。塩村も新党に参加。
2021年、枝野の代表辞任に伴う代表選挙（11月30日実施）では小川淳也の推薦人に名を連ねた。
2022年、党の派閥「直諫の会」に入会。同年9月1日、2日、直諫の会メンバーは会長の重徳和彦の地盤である愛知県岡崎市と西尾市を視察。塩村も同行した。
2025年7月20日に執行された第27回参議院議員通常選挙において、立憲民主党公認候補の現職議員として東京都選挙区（改選数6）から立候補し、517,885票を得て当選。なお、本選挙は非改選議員の欠員1名を補充する補欠選挙との合併選挙であり、7位での当選だった塩村は欠員補充での当選となるため、任期は3年間となる。

## 政策・主張

### 憲法
- 憲法改正についての各メディアのアンケートの結果は以下のとおり。
  - 2017年 - 朝日新聞社には「どちらかといえば賛成」と回答[49]。
  - 2019年 - 朝日新聞社には「どちらかといえば反対」と回答[50]。
  - 2025年 - NHKには「どちらともいえない」と回答[51]。
  - 2025年 - 読売新聞社には「どちらかといえば反対」と回答[52]。
- 9条への自衛隊の明記について、2025年のNHKのアンケートで「反対」と回答[51]。
- 憲法を改正し緊急事態条項を設けることについて、2025年のNHKのアンケートで「反対」と回答[51]。

### 外交・安全保障
- 「他国からの攻撃が予想される場合には先制攻撃もためらうべきではない」との問題提起に対し、2019年の朝日新聞社のアンケートで「どちらかと言えば反対」と回答[50]。
- 「北朝鮮に対しては対話よりも圧力を優先すべきだ」との問題提起に対し、2019年の朝日新聞社のアンケートで「どちらかと言えば反対」と回答[50]。
- 日本の防衛力をさらに強化することについて、2025年の日本テレビのアンケートで「やや賛成」と回答[53]。

### ジェンダー
- 選択的夫婦別姓制度の導入についての各メディアのアンケートの結果は以下のとおり。
  - 2017年 - 朝日新聞社には「賛成」と回答[49]。
  - 2019年 - 朝日新聞社には「賛成」と回答[50]。
  - 2025年 - 日本テレビには「賛成」と回答[53]。
  - 2025年 - 読売新聞社には「賛成」と回答[52]。
- 同性婚を可能とする法改正についての各メディアのアンケートの結果は以下のとおり。
  - 2017年 - 朝日新聞社には「どちらかと言えば賛成」と回答[49]
  - 2019年 - 朝日新聞社には「賛成」と回答[50]。
  - 2025年 - 日本テレビには「賛成」と回答[53]。
  - 2025年 - NHKには「賛成」と回答[51]。

### その他
- 「治安維持のためプライバシーや個人の権利の制約は当然だ」との問題提起に対し、2019年の朝日新聞社のアンケートで「反対」と回答[50]。
- アベノミクスについて、2019年の朝日新聞社のアンケートで「評価しない」と回答[50]。
- 消費税率を10％より高くすることについて、2019年の朝日新聞社のアンケートで「反対」と回答[50]。
- 物価⾼対策として消費税率を引き下げることについて、2025年の日本テレビのアンケートで「やや反対」と回答[53]。
- 安倍内閣による森友学園問題・加計学園問題への対応について、2017年の朝日新聞社のアンケートで「評価しない」と回答[49]。
- 「2025年の参院選後、連携したいと考える政党を次の中からあげてください」との同年の読売新聞社のアンケートに対し「国民民主党、社民党」と回答[52]。

## 人物

### クルマ好き
20代の頃にイギリスへ語学留学していた際に、メルセデス・ベンツに出会いそこからクルマのことが好きになり、最終的に自動車評論家を志す。過去の愛車はオープンタイプのポルシェ・ボクスターとレクサス・IS（後述）。

### 被爆2世
2012年に死去した父は1945年8月6日の広島市への原子爆弾投下により被爆しており（当時11歳）、塩村は被爆2世である。被爆者が亡くなると原爆死没者名簿に記されて平和記念公園の慰霊碑に奉納されるが、塩村が初めて参列した8月6日の式典でその様子を見た時、「涙があふれた」という。ちなみに塩村は父について2016年に出版した著書の中で「父母は離婚、父親が事件を起こした、彼とは中学を卒業後ほとんど会っていない」といった事情を明かしている。

### 靖国神社参拝
維新政治塾時代の2012年とみんなの党で都議を務めていた2015年の終戦記念日に靖国神社を参拝したとツイッターで報告した。このことについて、国会議員になってからは参拝しておらず、合祀されている親族供養のためであったとツイッターに投稿している。

### 不妊治療
塩村は不妊治療における費用や仕事との両立などの問題について、国会議員になる前から取り組んでいる。そのきっかけとして、自身の経験があると述べている。塩村は30代後半から卵子凍結保存を選択し、国会議員に当選して40歳を超えてから不妊治療を開始した。しかし「職場の理解は皆無で『国会議員が不妊治療なんてするものじゃない』とみんながいる所で号泣するまで吊し上げられ」不妊治療を断念したとし、党の対応を批判した。「非正規で社会に出て、不安定な中で働くだけで精いっぱい。子どもなんて持つことは考えられなかった」としている。

## 被害

### ヤジ被害
2014年6月18日の東京都議会本会議において、塩村が晩婚化対策に関する東京都の支援について質問していた最中に、複数の男性の声で「早く結婚した方がいいんじゃないか」と議員席からヤジが飛んだ。これについて、6月20日にセクシャルハラスメントだとして都議会議長宛に処分要求書を提出した。要求書は不受理となったが、社会的にも批判や抗議が巻き起こり、世界にも報道された。鈴木章浩都議は6月23日に謝罪会見を行い「早く結婚した方がいいんじゃないか」と発言したのは自分だと認め、謝罪会見に先立って塩村と面会し、直接謝罪している。また自民党の石破茂幹事長は「党の責任者としてお詫びしたい」と陳謝した。

### 嫌がらせ被害
東京都世田谷区にある塩村の事務所で、立て看板や郵便受けが壊されていたことが2020年6月1日、塩村や警視庁世田谷署への取材で明らかになった。同署は器物損壊容疑を視野に調べている。
塩村によると「今回だけではなく、これまでも刃物を連想させるモノを封書で送ってきたり、ポストに大量の嫌がらせを入れられたり、怪文書を選挙区中にばら撒かれたり、議会まで嫌がらせをしに来た上で、金品の要求されたりしている」という。
また2021年8月28日、塩村が自身のツイッターで、部屋のインターホンが鳴ったが、玄関先に誰もいなかったことを明かした。自民党の三原じゅん子はこの件に対して党の垣根を越えて注意喚起を促す投稿を行なった。

### 「河井克行に尾行をつけられた」報道
国民民主党時代の2018年に、同じ広島県第3区の河井克行が元警察の探偵を雇い、尾行していたことが2020年に週刊文春で報じられた。塩村本人は尾行を察知しておらず、毎日新聞は「報道の真偽は不明」としている。これを受け塩村は「野党女性議員は被害に遭いやすい」とツイートした。

## 批判

### 三谷英弘との不倫報道
2014年4月24日号の週刊文春で、塩村と三谷英弘の不倫疑惑が報じられた。記事中で三谷が他の候補者を押し退けて土壇場で塩村を公認させた経緯と、塩村が三谷に選挙資金を頼り、金銭トラブルになり三谷が追い詰められていること、本人たちは否定していることが取り上げられた。

### 選挙違反報道
2014年7月10日号の週刊文春は、都議選でビラ配りなどを行う運動員に報酬を払う約束をして働かせていたが、塩村が選挙活動のスポンサーだったトヨタ系列の御曹司と破局したことで、報酬が払えなくなったと報じた。記事の中で神戸学院大学法科大学院の上脇博之教授は、当選を目的として運動員に報酬を約束することは買収罪に該当すると述べた。塩村は文春の取材に対して疑惑を否定した。

### トヨタ系列御曹司に関わる手切れ金報道
2014年7月10日号の週刊新潮で、塩村がトヨタ自動車創業家の血を引く同社関連企業重役と交際している際に、男性が銀座のクラブで取引先を接待中のところに塩村が議員バッチを付けて頻繁に押しかけ罵倒するなどの行為を繰り返していたため、男性は最終的に赤いレクサスと手切れ金1000万円を渡して別れたと報じられた。自動車ライターの渡辺敏史は塩村と仕事をしたことのある清水草一との席で、交際相手はトヨタの一次サプライヤーの御曹司のことだろうと指摘した。

## ミスコンテスト受賞
- 1996年 アルペンイメージガールコンテスト 準グランプリ
- 1997年 ニューカレドニアプリンセスコンテスト 審査員特別賞[8]
- 1998年 ミスヤングマガジン 準グランプリ
- 1999年 平塚競輪イメージガール

## テレビ出演
- 恋のから騒ぎ14期生（日本テレビ） - 14期生MVP受賞[74]
- 日テレジェニックの穴（日本テレビ）
- アイドルの穴〜日テレジェニックを探せ!〜（日本テレビ）
- アカデミーナイト（TBS）

## 演出
- シューイチ （日本テレビ）
- アカデミーナイト（TBS）
- シアワセ結婚相談所（日本テレビ）
- 日テレジェニックの穴（日本テレビ）
- アイドルの穴〜日テレジェニックを探せ!〜（日本テレビ） - 「ナンシー塩村」として出演[75]
- 寿命をのばすワザ百科（日本テレビ）
- クギづけ（日本テレビ）
- 恋愛新党（日本テレビ）
- ささるぅ（日本テレビ）
- 恋の神様（TBS）
- 読モ!（日本テレビ）
- アイドル☆リーグ!（CS日本）
- めざましテレビ（フジテレビ）
- atre ライフソムリエ（TOKYO FM）
- モーニングコミュニティー（ミュージックバード）
- 夕やけ寺ちゃん 活動中（文化放送）

## 連載
- 塩村文夏のデパ地下グルマ （デイトナ）
- 自動車見聞録 （Car@nifty、2007年6月-2013年2月）[76]
- 塩村文夏の地球の走り方 （THE911&PORSCHE MAGAZINE）
- 塩村文夏の恋愛教習所 （スコラ）

### 眞野夏帆名義
- 連載 戦う男のボディコーディネイト（日経BP社）
- タイアップエッセイ（GOGGLE）

## 選挙歴
| 当落 | 選挙                     | 執行日         | 年齢 | 選挙区         | 政党         | 得票数     | 得票率 | 定数 | 得票順位 /候補者数 | 政党内比例順位 /政党当選者数 |
| ---- | ------------------------ | -------------- | ---- | -------------- | ------------ | ---------- | ------ | ---- | ------------------ | ---------------------------- |
| 当   | 2013年東京都議会議員選挙 | 2013年6月23日  | 34   | 世田谷区選挙区 | みんなの党   | 2万3621票  | ーー   | 8    | 6/14               | /                            |
| 落   | 第48回衆議院議員総選挙   | 2017年10月22日 | 39   | 広島県第3区    | 無所属       | 6万1976票  | 35.37% | 1    | 2/6                | /                            |
| 当   | 第25回参議院議員通常選挙 | 2019年07月21日 | 41   | 東京都選挙区   | 旧立憲民主党 | 68万8234票 | 11.97% | 6    | 4/20               | /                            |
| 当   | 第27回参議院議員通常選挙 | 2025年07月20日 | 47   | 東京都選挙区   | 立憲民主党   | 51万7885票 | 11.91% | 7    | 7/32               | /                            |